# 曼傑山
曼傑山（英語：Mount Manger），是南極洲的山峰，位於愛德華七世地，屬於亞歷山德拉皇后山脈的一部分，由美國探險隊拍攝空中照片和繪入地圖，現時由南極條約體系管理。